# Proeminência solar

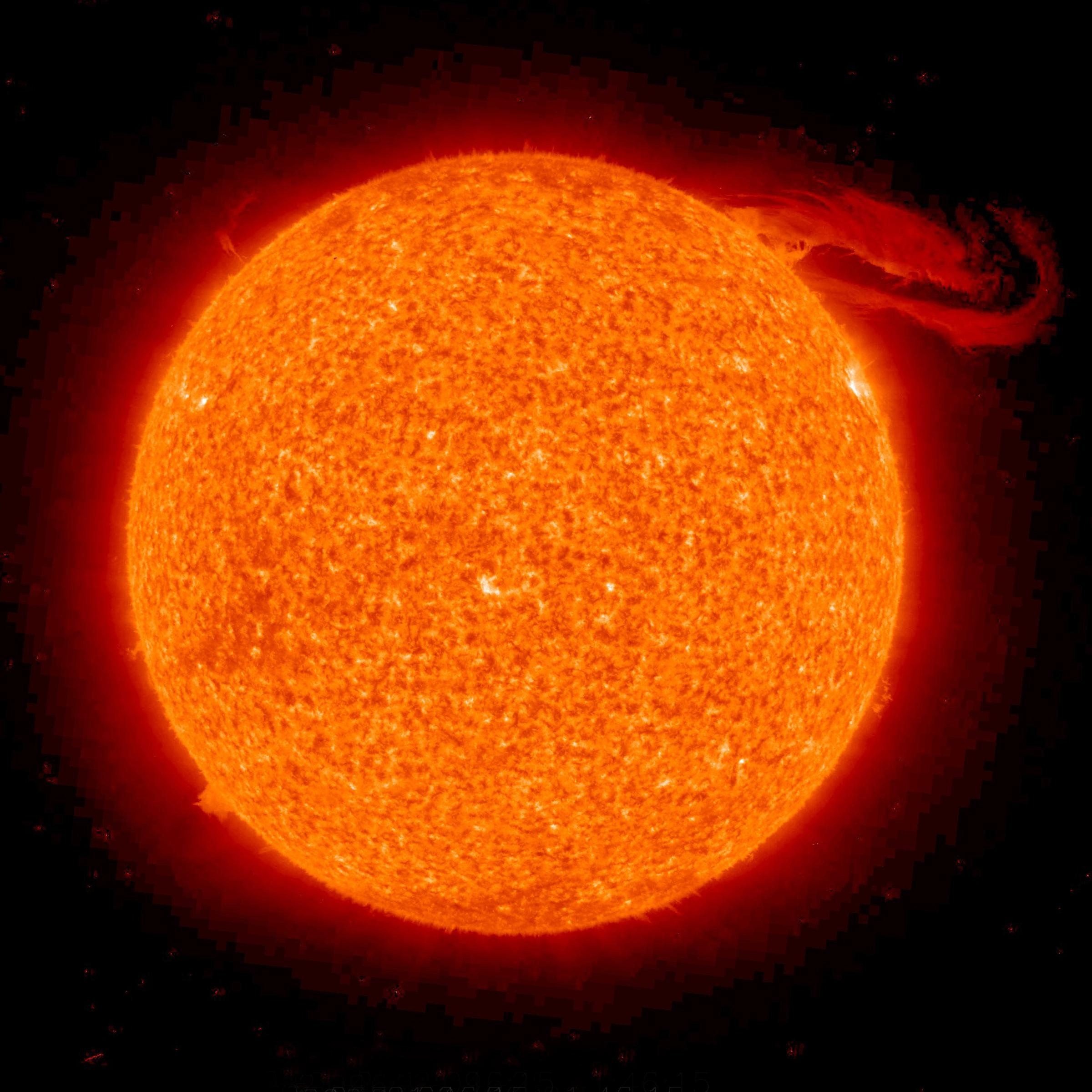
Proeminência solar

Proeminências solares são estruturas enormes e brilhantes que se destacam da superfície do Sol, geralmente em forma de laço. As proeminências são ancoradas na superfície do Sol, na fotosfera, e se estendem além da Coroa solar. Enquanto a corona consiste de gases ionizados extremamente quentes, conhecidos como plasma, que não emitem muita luz visível, as proeminências contêm plasma mais frio, similar em composição ao plasma da cromosfera. A formação das proeminências acontece em uma escala de cerca de um dia, e uma proeminência estável pode persistir na corona por vários meses. Algumas proeminências se rompem e dão origem a ejeções de massa coronal.
Uma proeminência típica se estende por muitos milhares de quilômetros, a maior delas observada pelo SOHO foi vista em 1997 e tinha cerca de 350 000 km (216 000 milhas) - cerca de 28 vezes o diâmetro da Terra. A massa contida dentro de uma proeminência está tipicamente na ordem de 100 bilhões de toneladas de matéria.
Se uma proeminência acontece no disco do Sol ela vai aparecer mais escura que o fundo (devido à temperatura mais baixa do plasma). Estas são chamadas de filamentos solares.

## Galeria de imagens

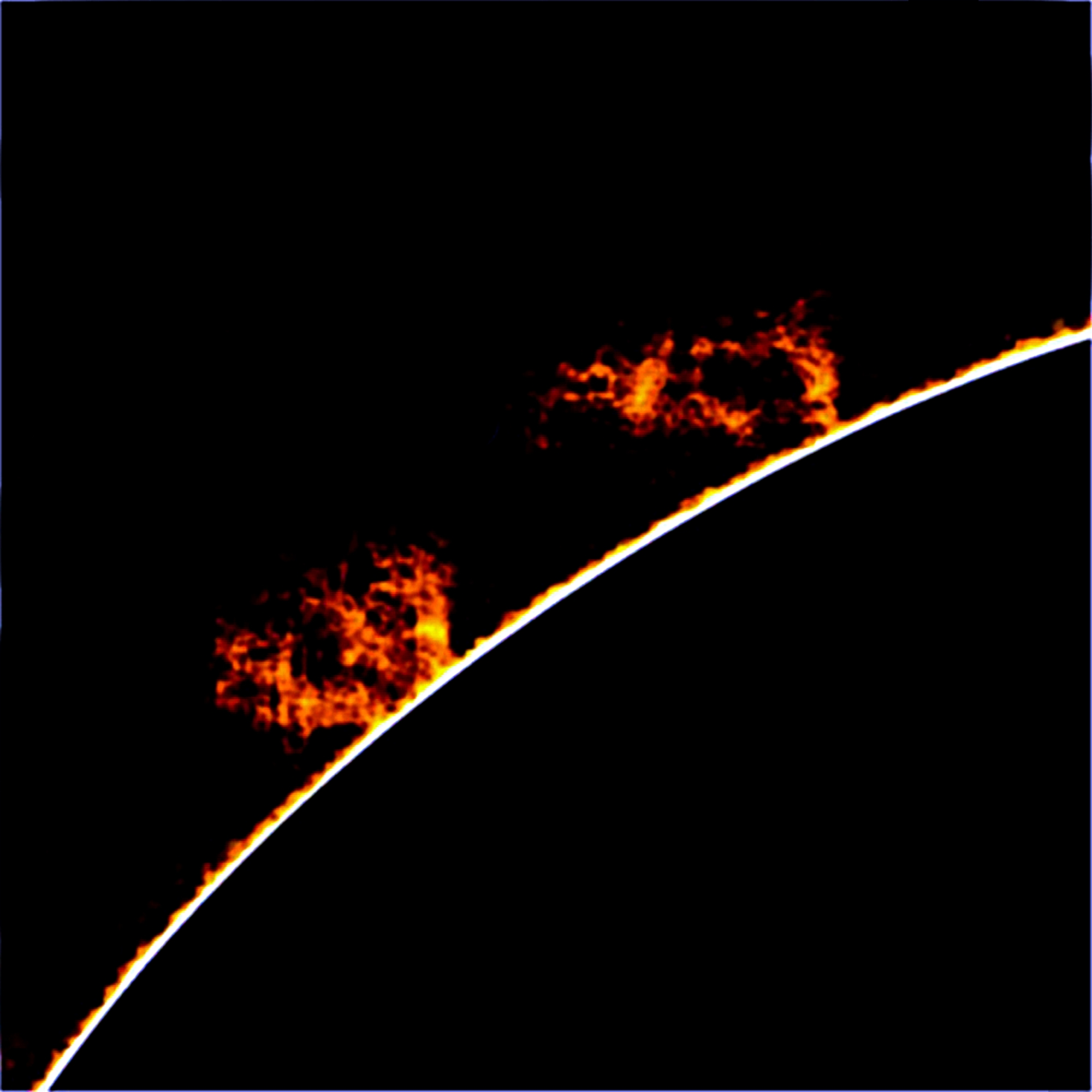
Proeminência solar
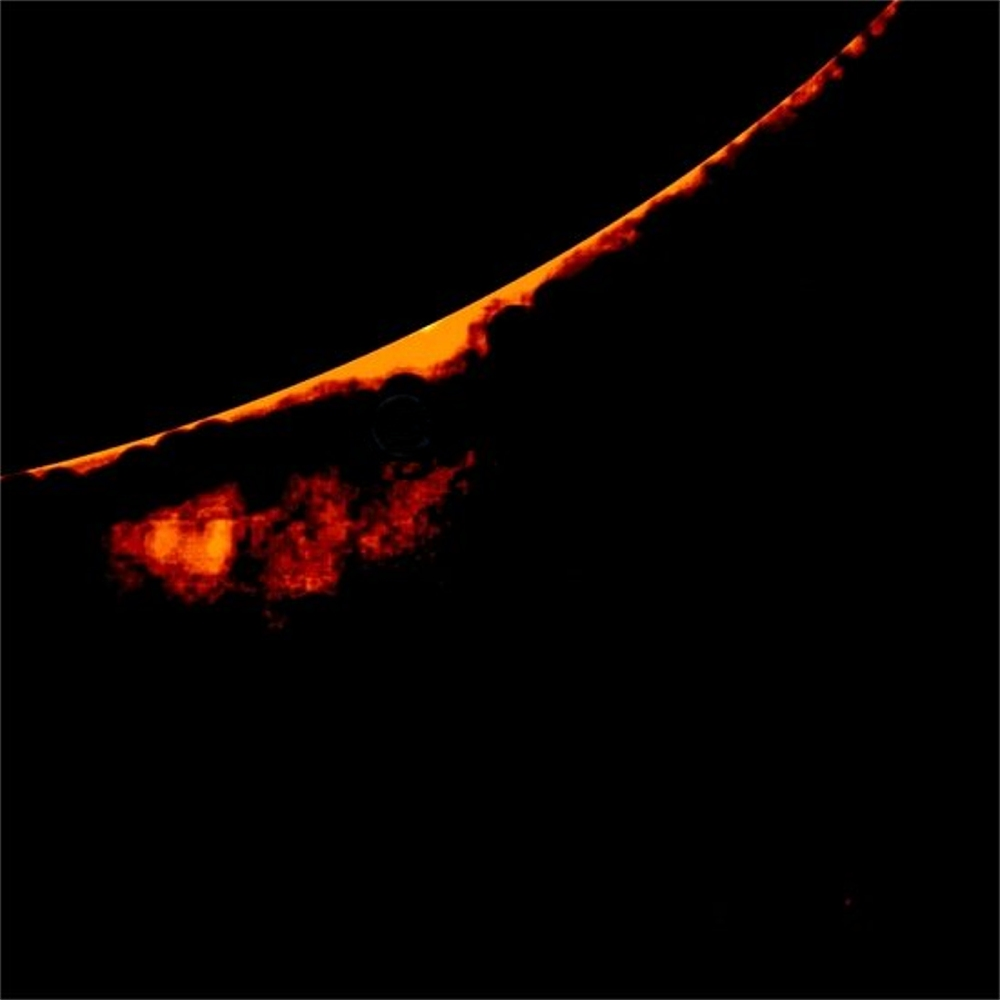
Proeminência solar desconectada
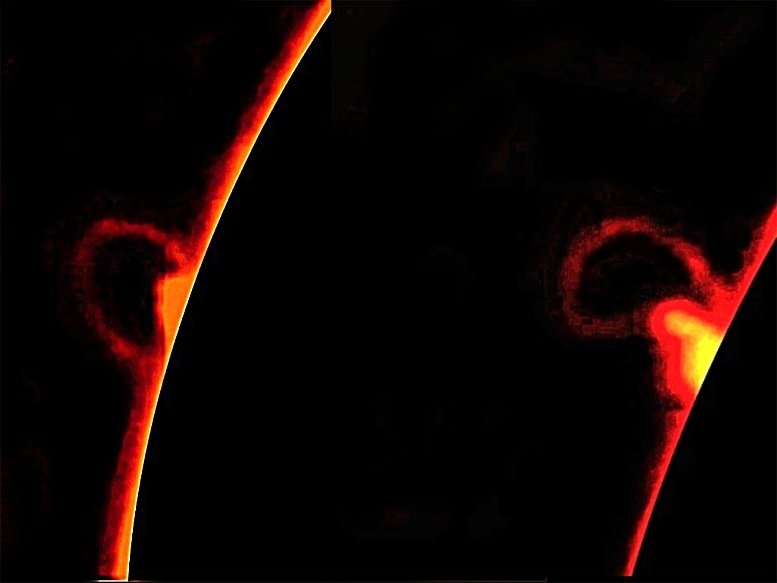
Uma proeminência solar flare e after-flare
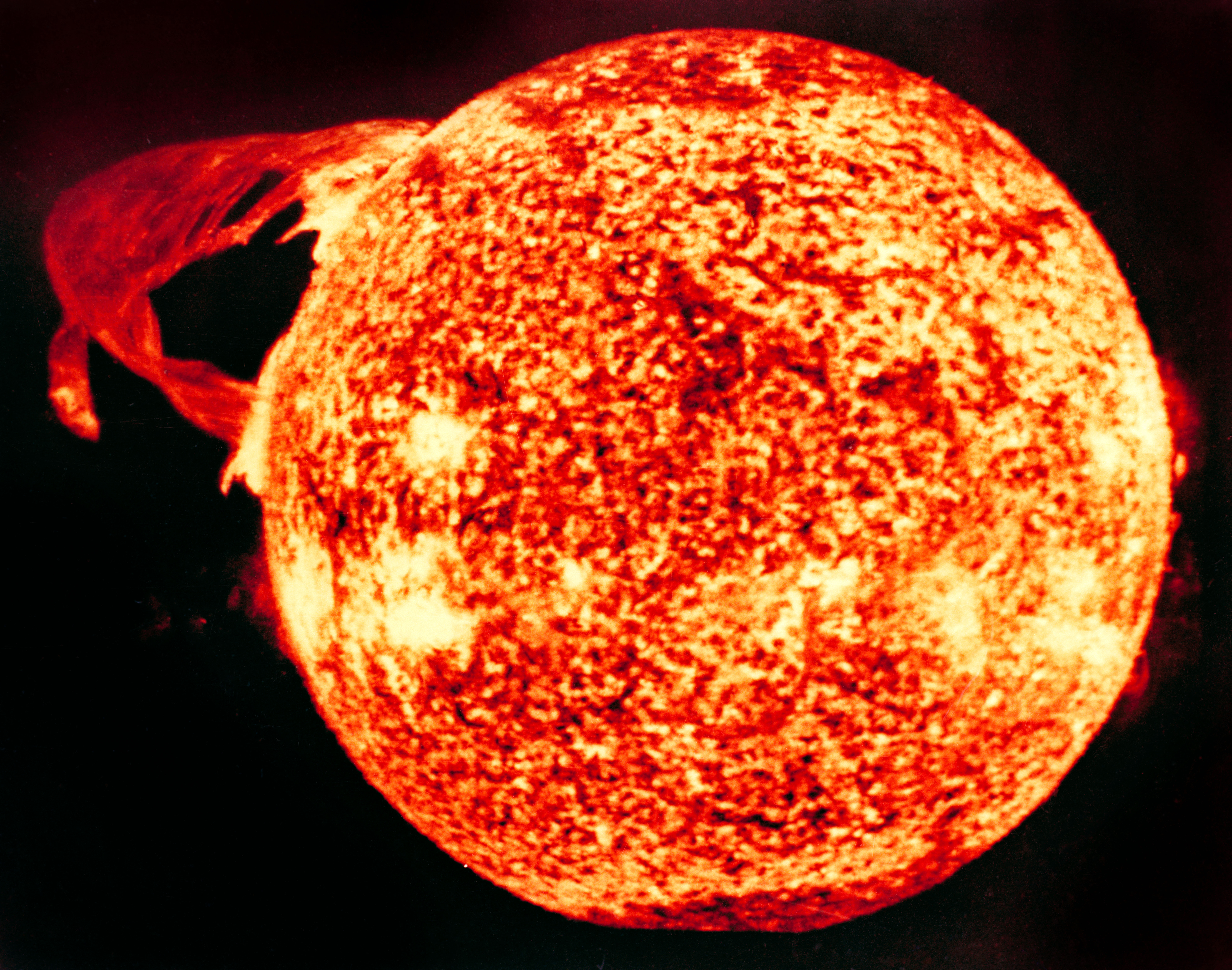
Gigantesca proeminência solar eruptiva (Skylab 1973)